# Simmentaler Hausweg

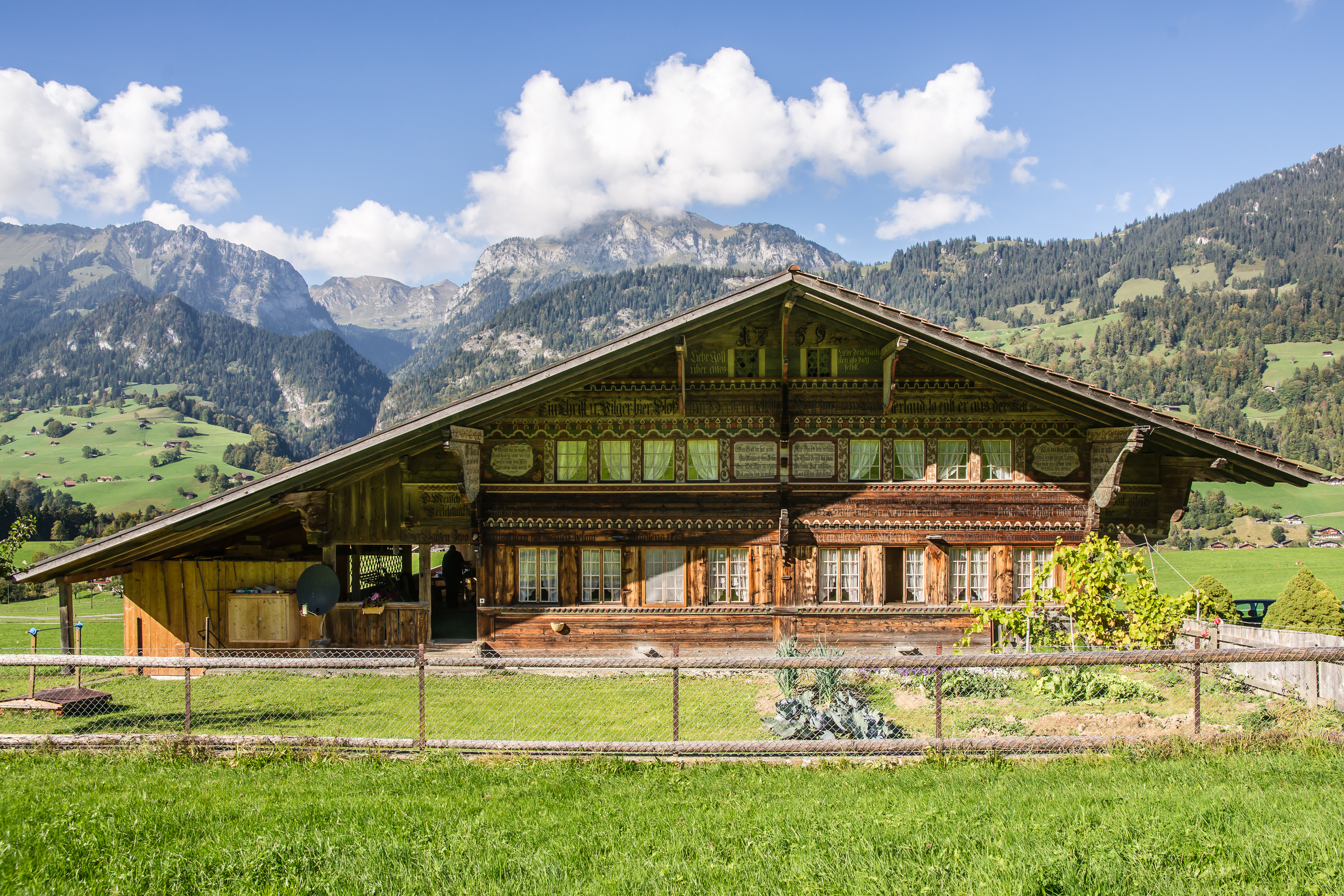
Haus Argel 03, Därstetten, 1759 von Hans Messerli erbaut (Haus 18)

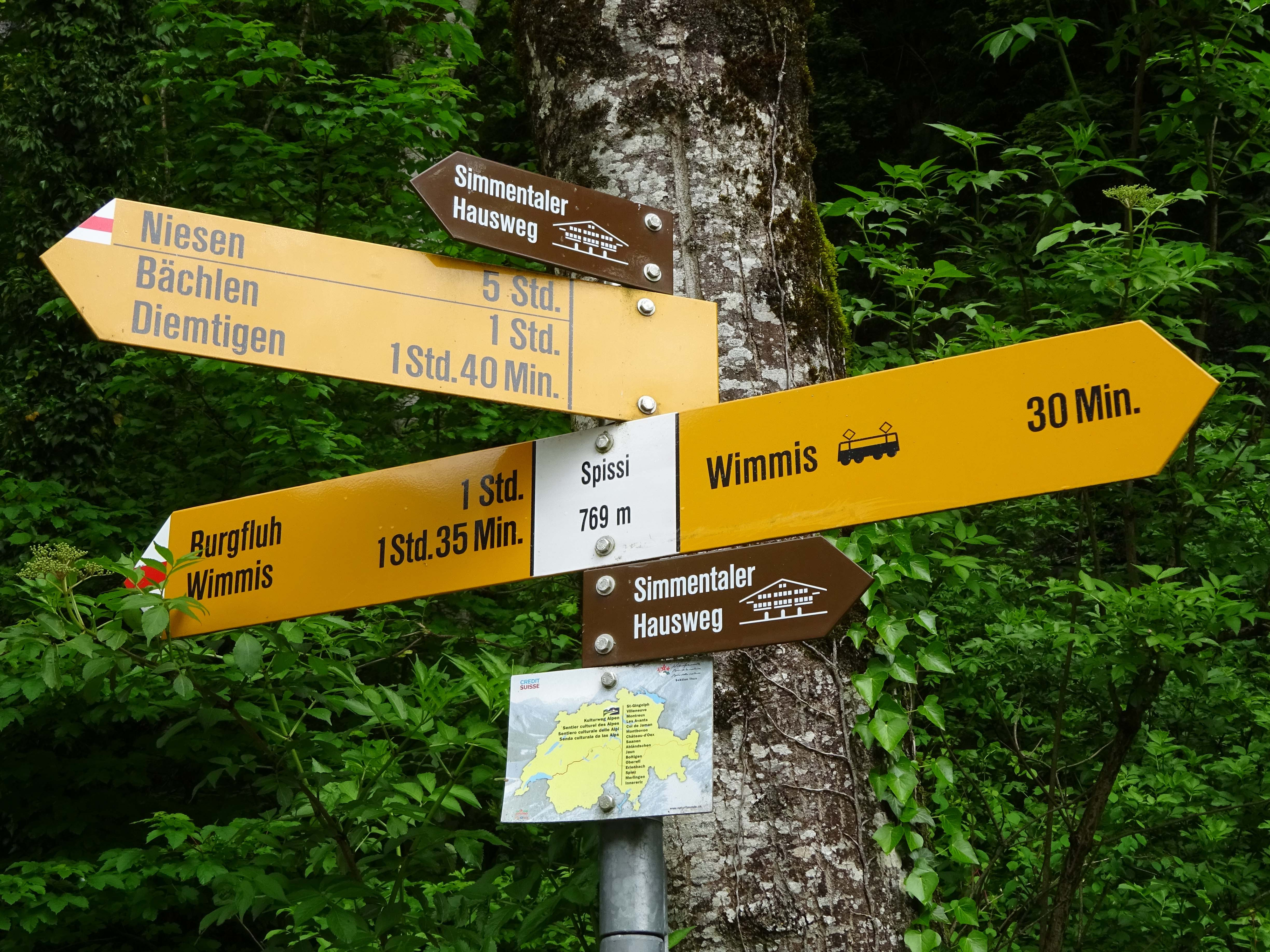
Wegweiser Hausweg in Spissi bei Wimmis

Der Simmentaler Hausweg ist ein Kulturwanderweg des Berner Heimatschutzes, einer Kantonalsektion des Schweizer Heimatschutzes, im Simmental. Die vom Berner Heimatschutz eröffneten Hauswege sollen die meist abseits der Hauptverkehrswege gelegenen Zeugen der Baukultur, die den Charakter der Siedlungslandschaft prägen, einer breiteren Bevölkerung zugänglich machen.

## Geschichte
In den 1980er Jahren beschloss die Region Thun-Kandertal-Simmental-Saanen des Berner Heimatschutzes spezielle Wanderwege einzurichten. Damit wollte man die schönsten Beispiele einheimischer Baukultur der Öffentlichkeit zugänglich machen, um das Verständnis für deren Erhaltung zu fördern.
Der ehemalige Leiter der Stelle Bauern- und Dorfkultur Alfred von Känel eröffnete im Mai 1986 den „Hauskundlichen Rundweg“ im Thuner Westamt (später in «Stockentaler Hausweg» umbenannt) als Pilotversuch. Dem erfolgreichen Pilotversuch folgten 1992 unter Zusammenarbeit der Bern-Lötschberg-Simplon-Bahn BLS, der Berner Wanderwege und des Verkehrsvereins Niedersimmental der «Simmentaler Hausweg»  und 1995 der «Obersimmentaler Hausweg» sowie 2001 der «Diemtigtaler Hausweg».
Die Simmentaler Hauswege führen an über 100 stattlichen Simmentaler Bauernhäusern mit Zimmermannskunst und Fassadenmalerei vorbei, die dank der finanziellen Mittel aus der Zucht und dem Export der Simmentaler Kühe erstellt werden konnten. An den Häusern angebrachte Tafeln informieren über Alter, Architektur und Besonderheiten. Der Weg ist mit braunen Richtungsanzeigern markiert.
Die meisten Gebäude stehen unter Kulturgüterschutz und sind auf der Liste der Kulturgüter der jeweiligen Gemeinde.
Die Hauswege verlaufen auf Naturpfaden und verkehrsarmen Nebenstrassen. Ausgangspunkte sind die Bahnhöfe des BLS RegioExpress «Lötschberger» auf der Strecke Spiez–Zweisimmen und der MOB auf der Strecke Zweisimmen–Lenk. Diese und örtliche Buslinien ermöglichen die Wanderung abzukürzen.
Die Simmentaler Hauswege sind Teil der zwei Fernwanderetappen „Boltigen-Erlenbach im Simmental“ und „Erlenbach-Merligen“ der Kulturwege der Alpen.

## Simmentaler Hausweg
Der Simmentaler Hausweg führt von Wimmis ⊙, via Erlenbach im Simmental ⊙, Därstetten ⊙, Oberwil im Simmental ⊙ nach Boltigen ⊙:
Der «Talweg» (Häuser 1–18) führt von Wimmis via Spissi nach Oey-Diemtigen und der Simme entlang via Ringoldingen ⊙ bis Weissenburg. Für den 18 Kilometer langen Weg werden 4 ½ Stunden Wanderzeit benötigt.
Der «Terrassenweg» (Häuser 19–39) führt von Erlenbach via Eschlen, Balzenberg, Nidflue, Weissenburgbad ⊙, Buuschebachschlucht, Oberwil, Wüstenbach nach Boltigen. Für die 20 Kilometer lange Strecke werden 6 Stunden Wanderzeit benötigt.
Der Weg kann in verschiedene Etappen aufgeteilt werden: Wimmis nach Erlenbach (10 km), Erlenbach nach Weissenburg (Terrassenweg 10 km, Talweg 9 km), Weissenburg nach Oberwil (6 km), Boltigen nach Oberwil (7 km).

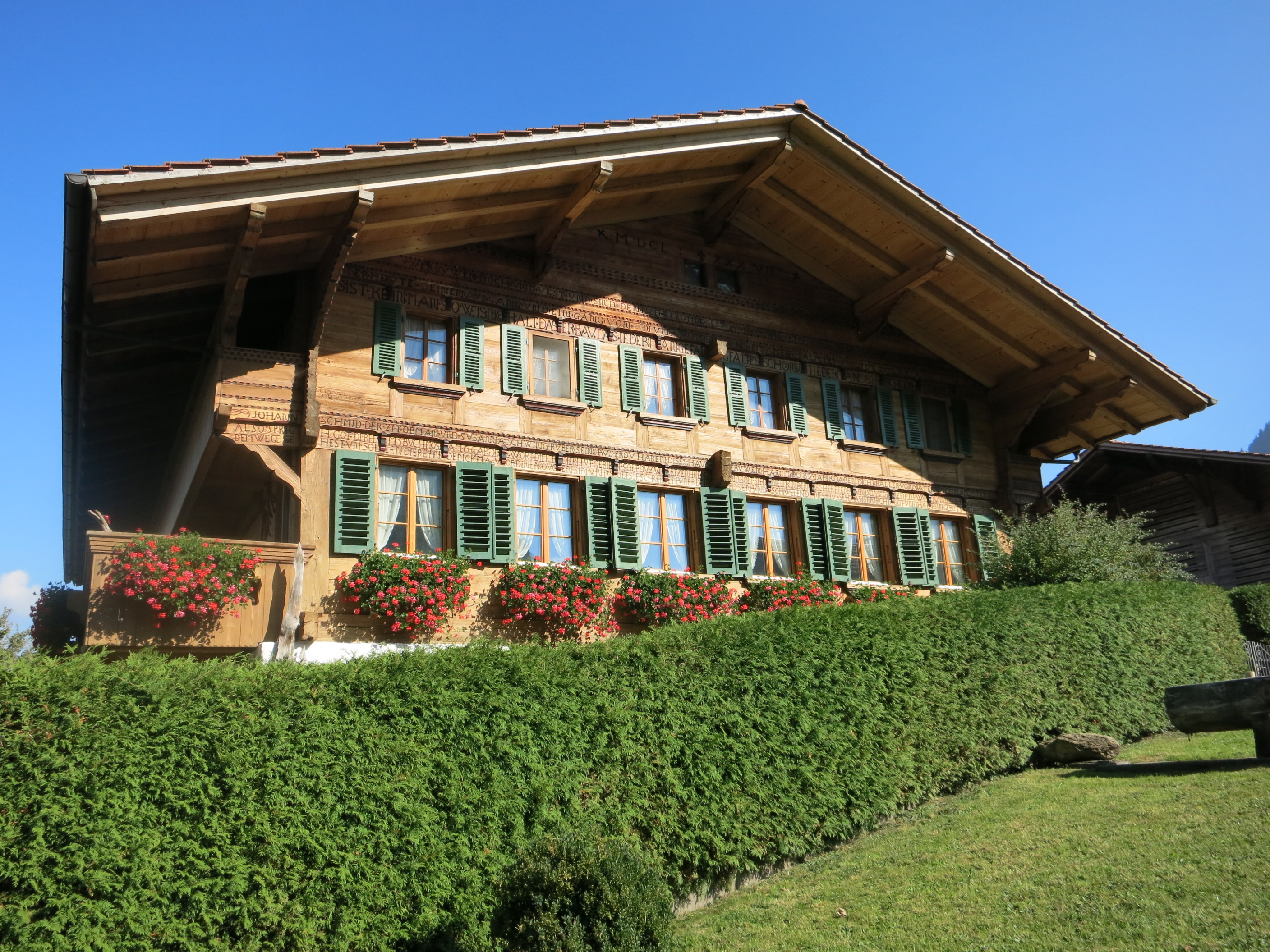
Bauernhaus Platzweg 1, Wimmis, 1687 (Haus 6)
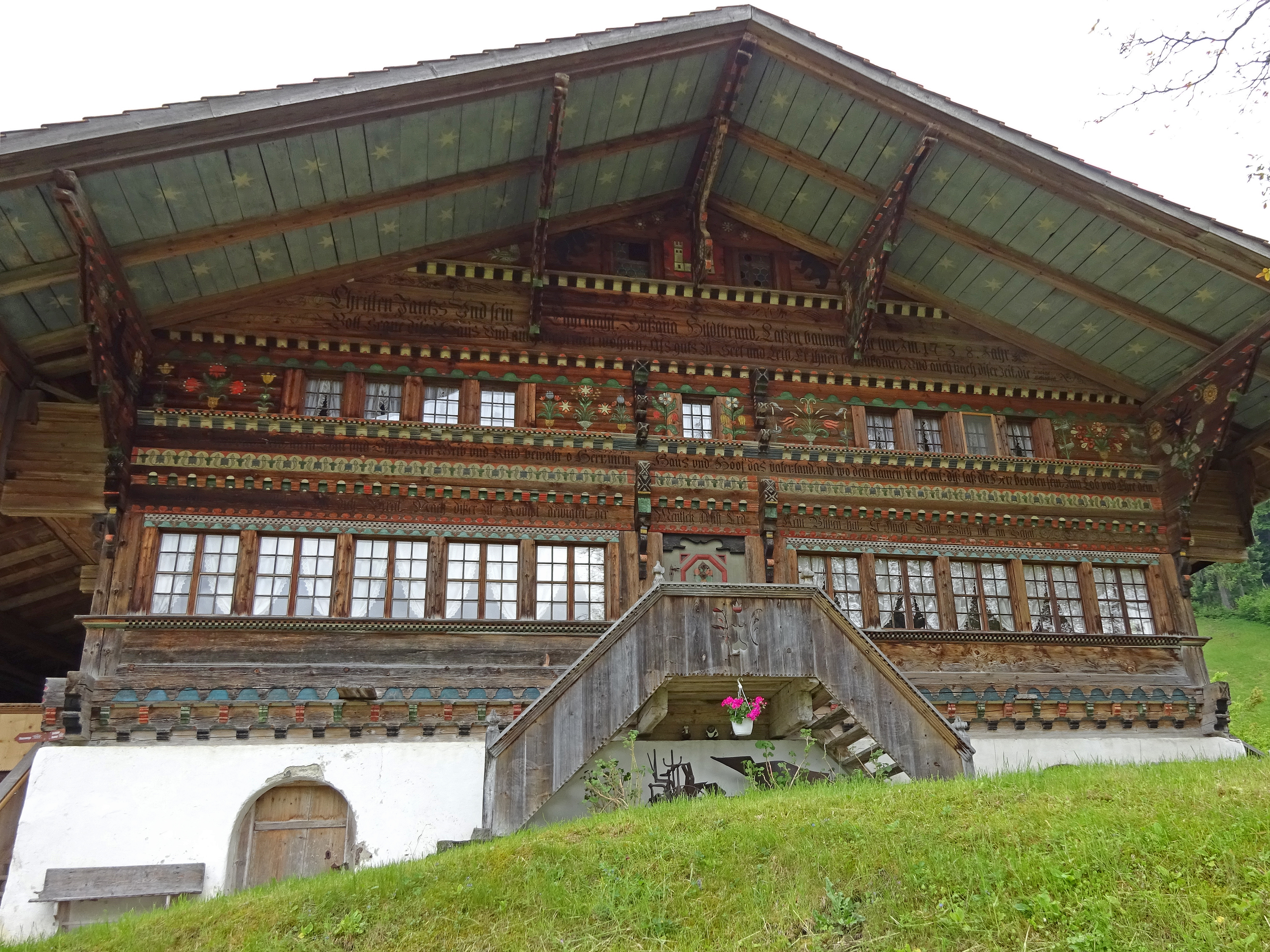
Sälbezehus, Salbezen, Oey (Haus 7)
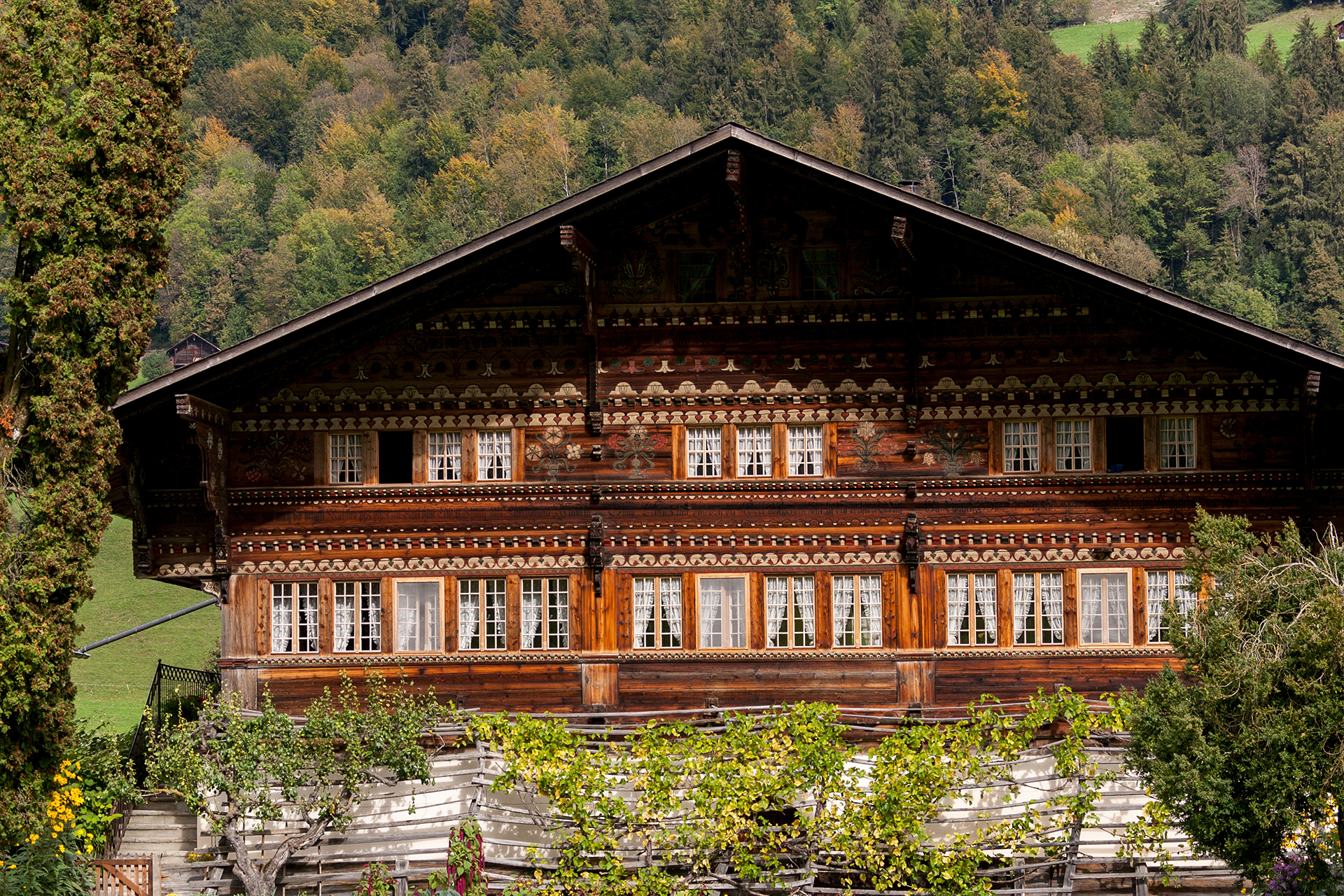
Knuttihaus, Därstetten, 1756 (Haus 17)
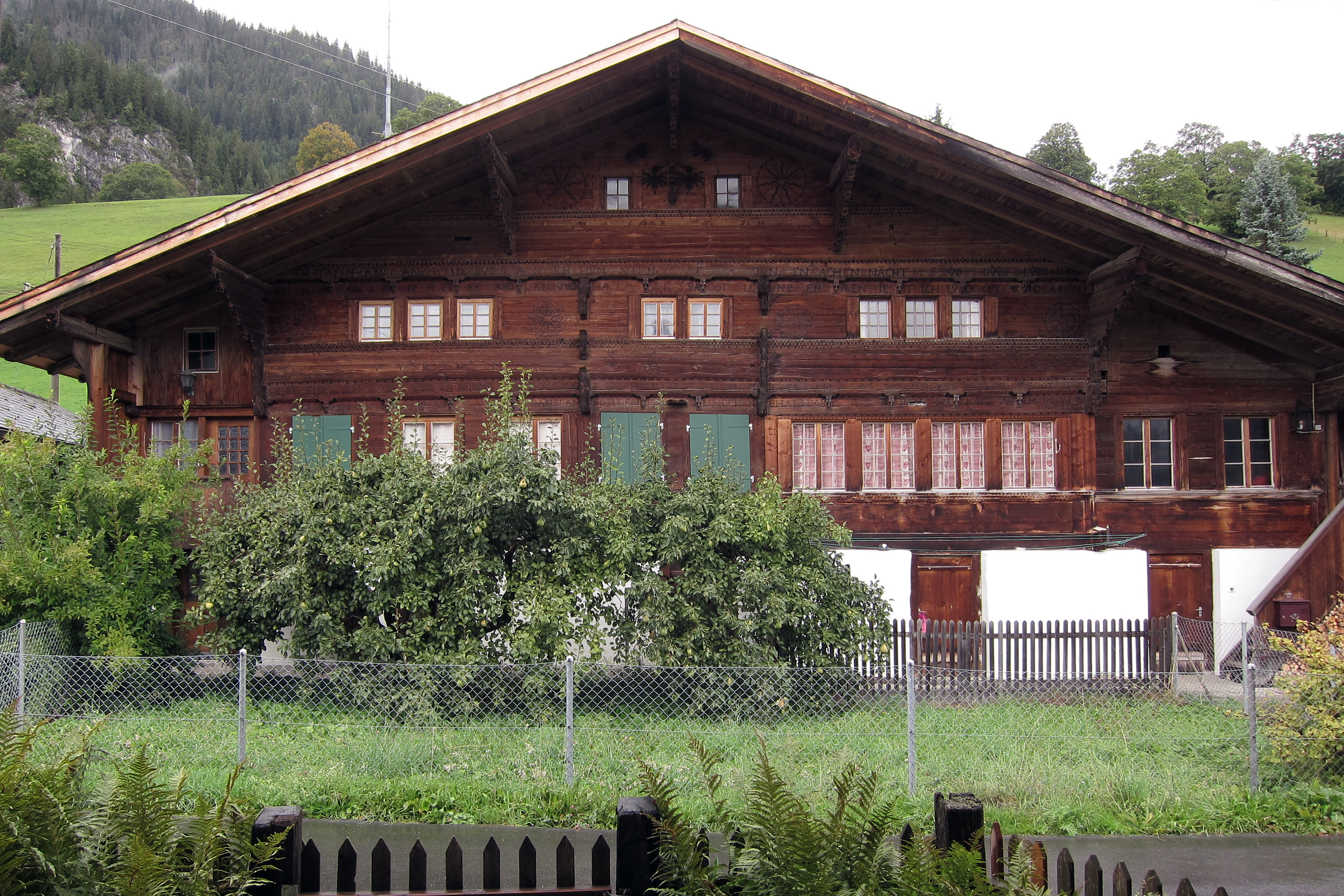
Adlemsried, Boltigen, 1655 (Haus 21)
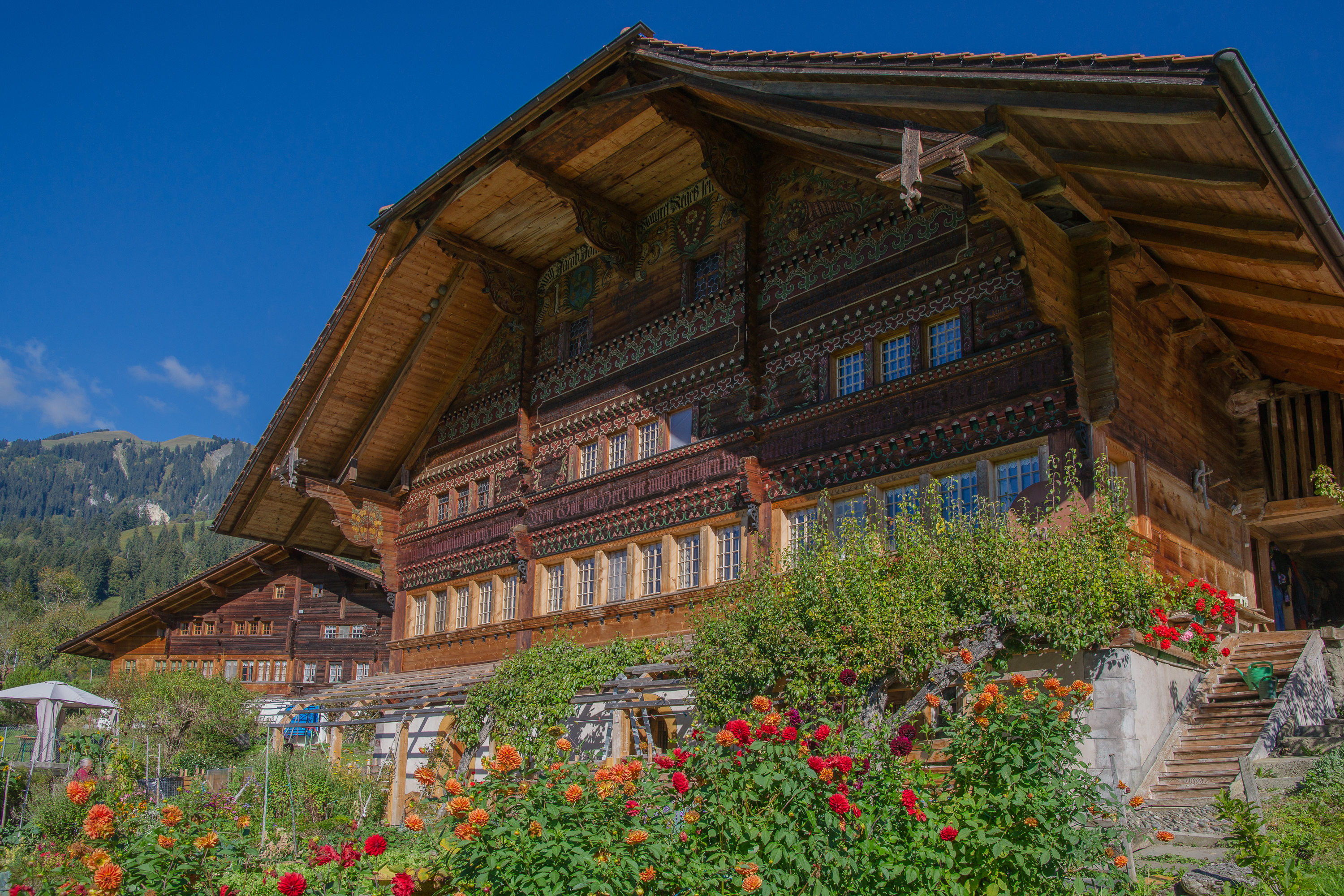
Vennerhaus, Oberwil, 1757 (Haus 26)
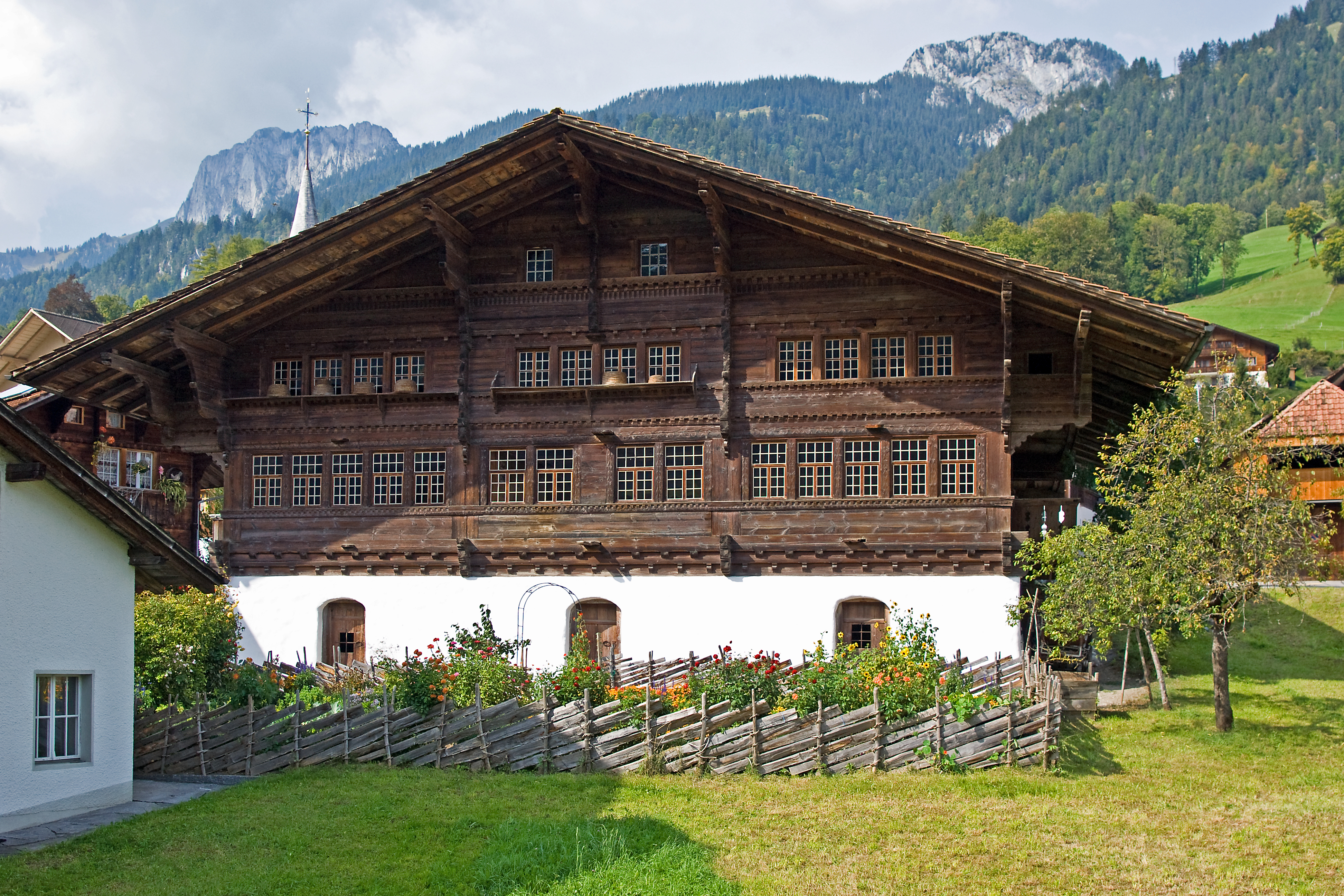
Agensteinhaus, Erlenbach, 1766 (Haus 39)

## Obersimmentaler Hausweg
Der Obersimmentaler Hausweg führt von Boltigen, Zweisimmen ⊙, St. Stephan ⊙ nach Lenk ⊙:
Der Hausweg ist in die zwei Etappen von Boltigen nach Zweisimmen (Häuser 1–15, 20 km, 5 Stunden) und von Zweisimmen nach Lenk (Häuser 16–29,17 km, 4 Stunden) aufgeteilt. Er kann aber auch in kürzeren Abschnitten begangen werden. In Lenk gibt es den Rundweg Lenk – Zälg – Gruebi – Guetebrunne – Wyssebachli (Häuser 30–39, 13 km).

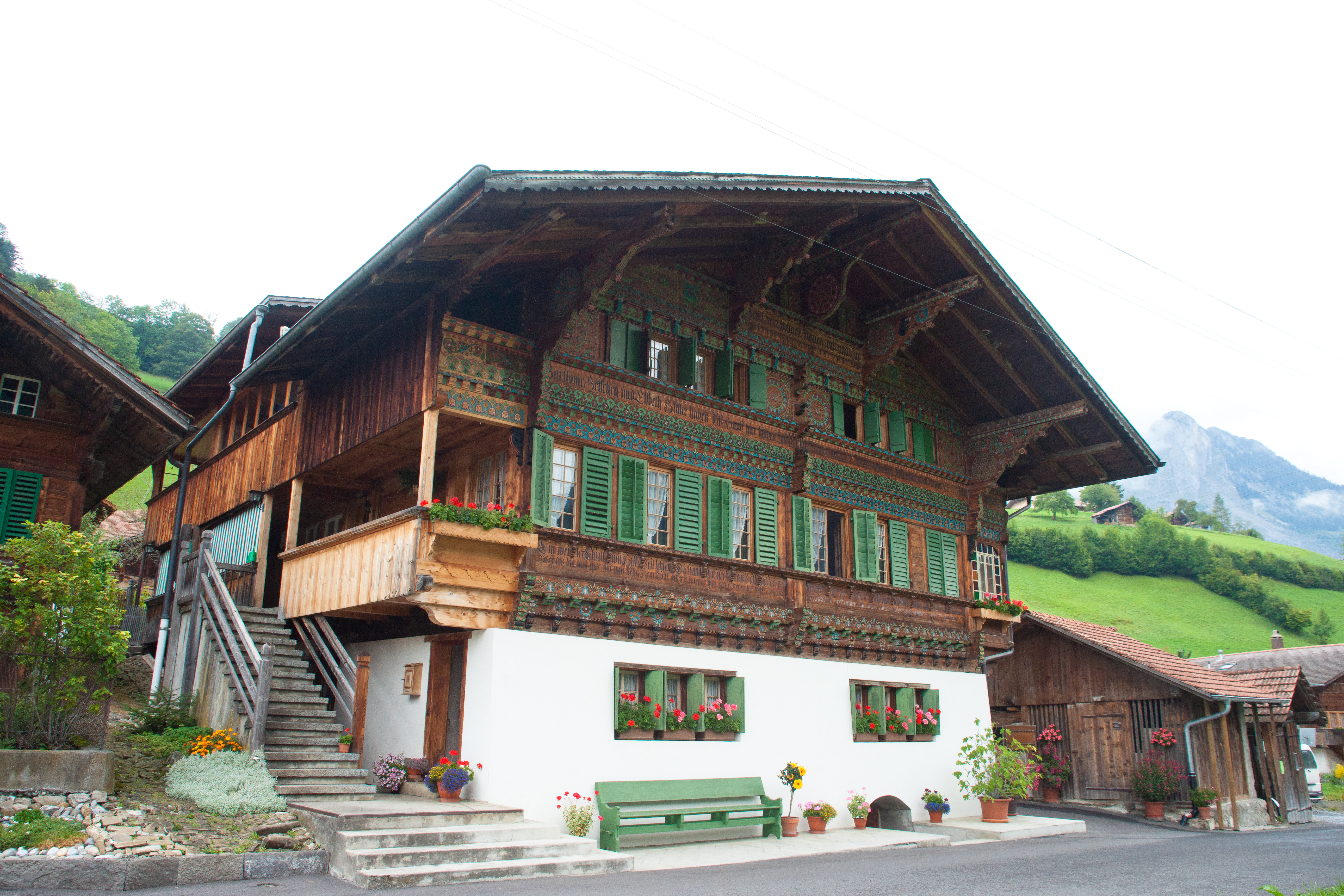
Weissenbach 543, Boltigen, 1705 (Haus 2)
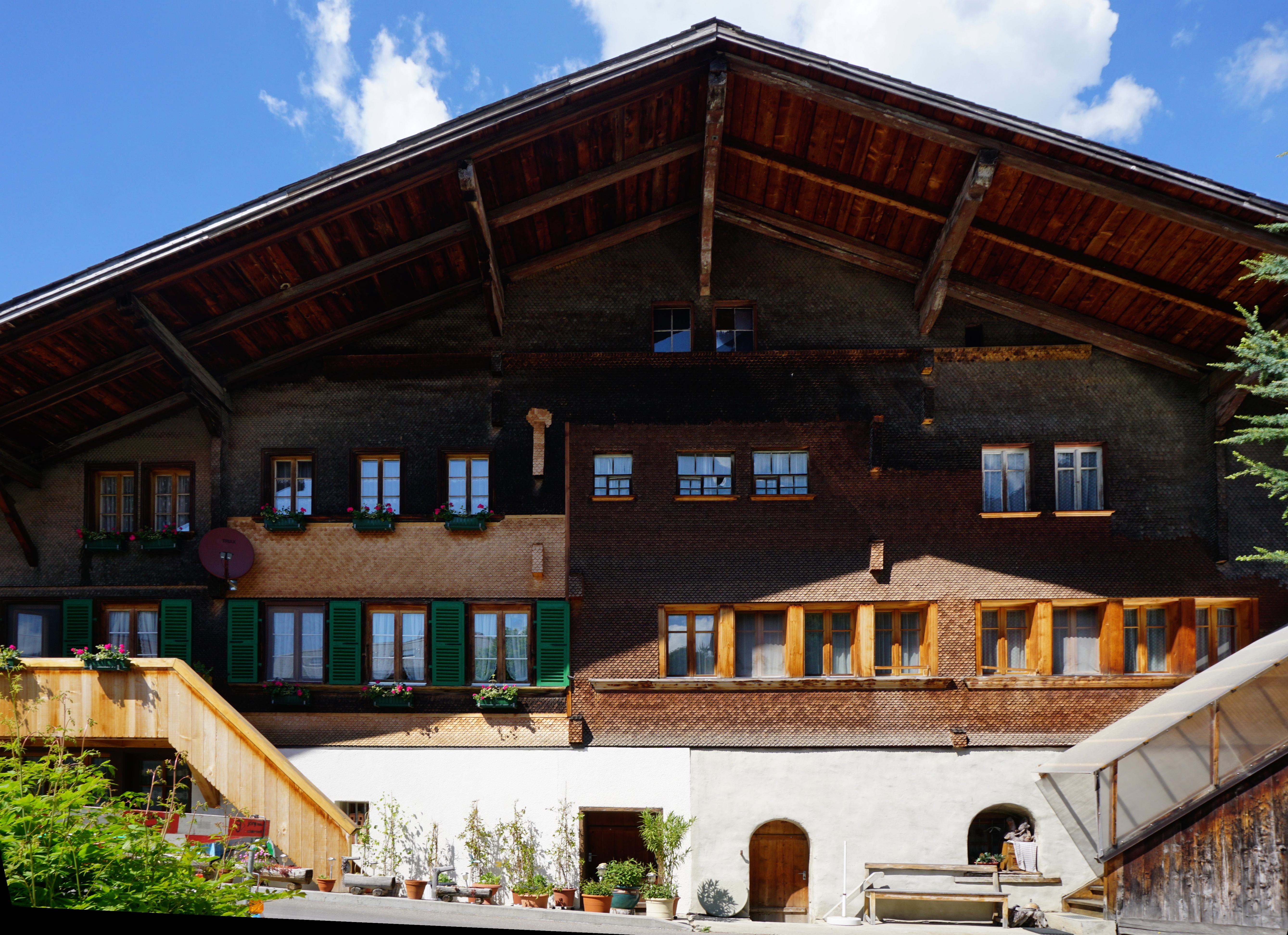
Doppelbauernhaus, Eckhausgasse 8–10, Zweisimmen, 1550
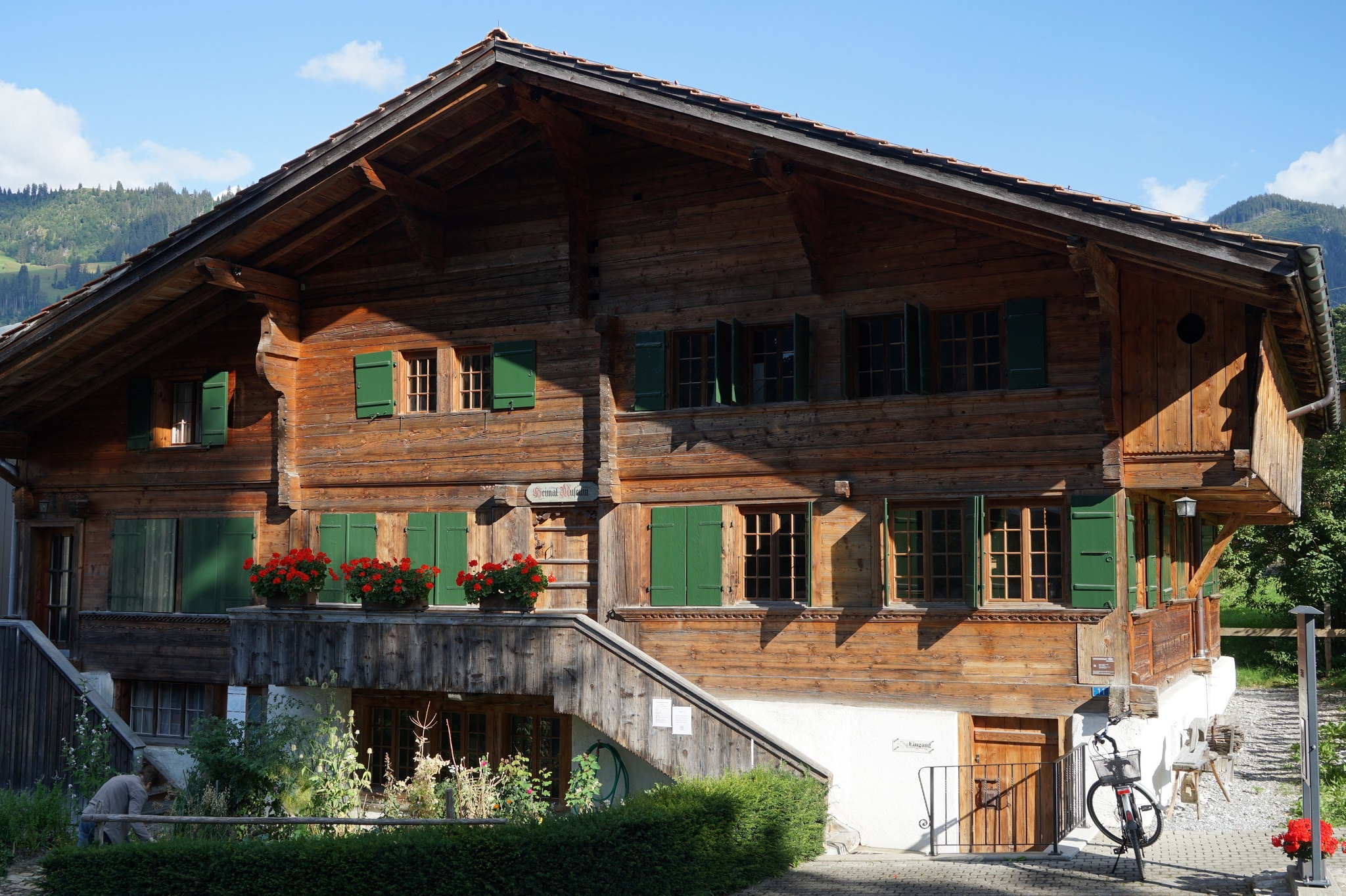
Obersimmentaler Heimatmuseum, Kirchgasse 11, Zweisimmen,  1647 (Haus 13)
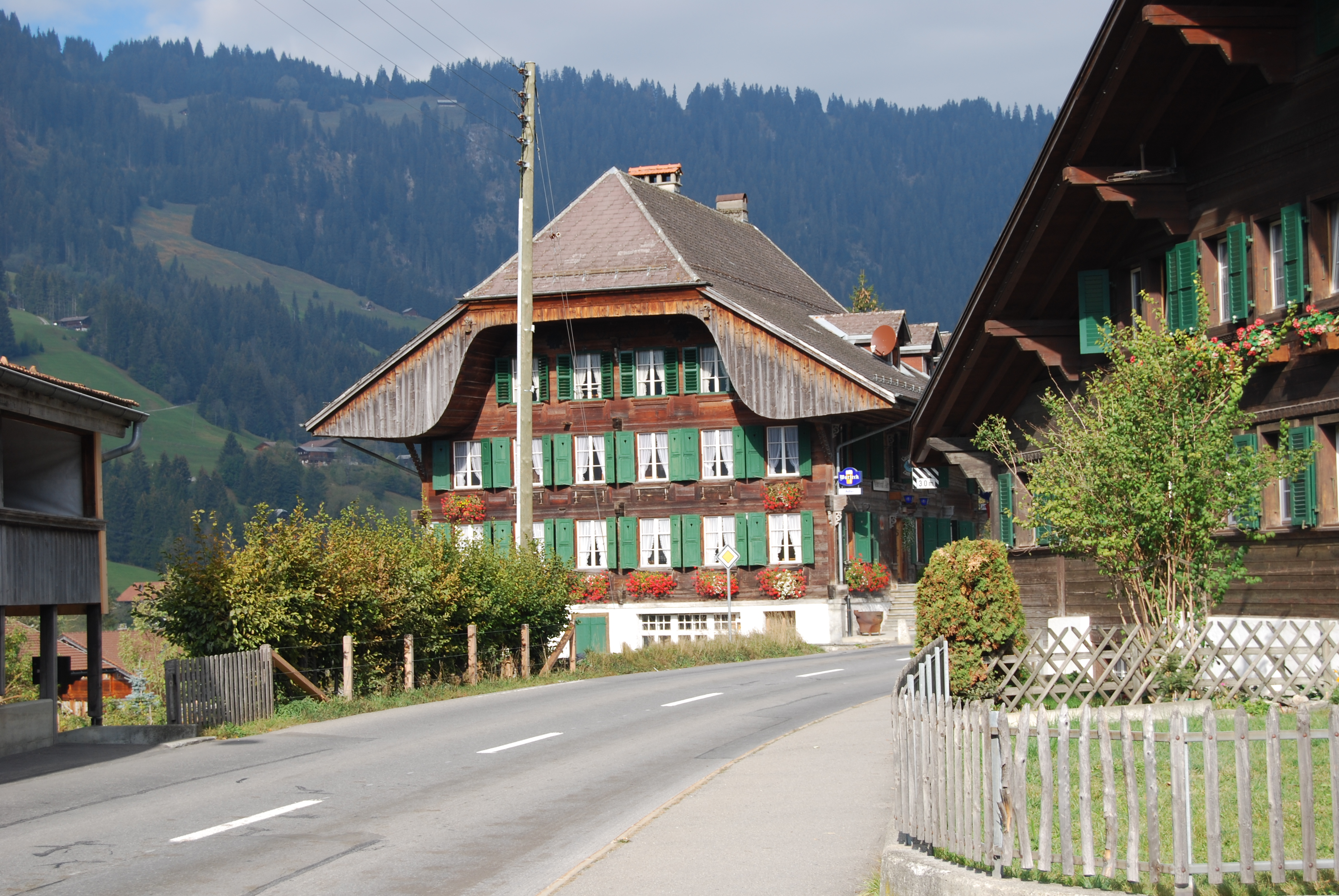
Gasthof Adler, St. Stephan, 1831 (Haus 21)
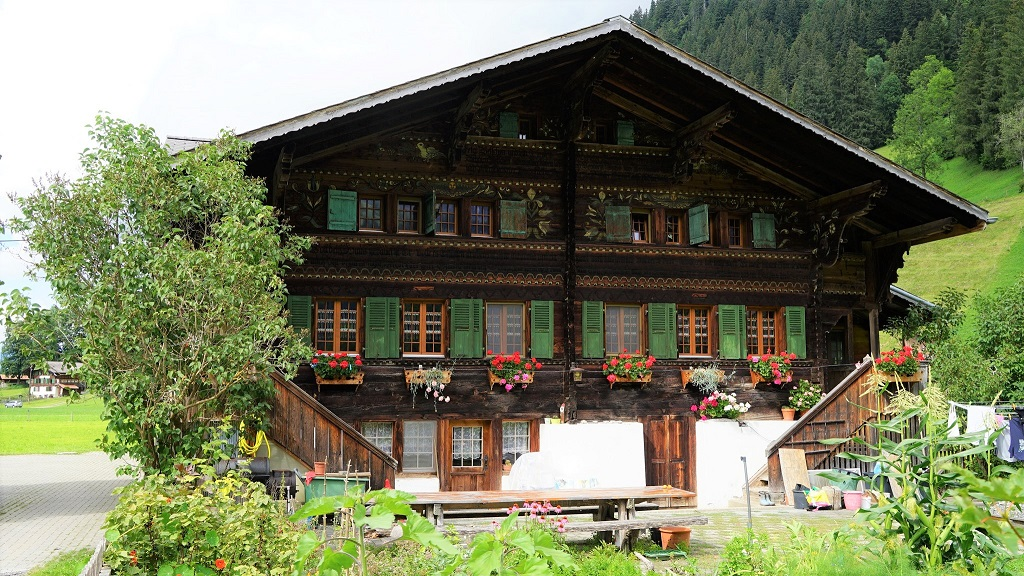
Rotebach 762, Lenk, 1742 (Haus 35)
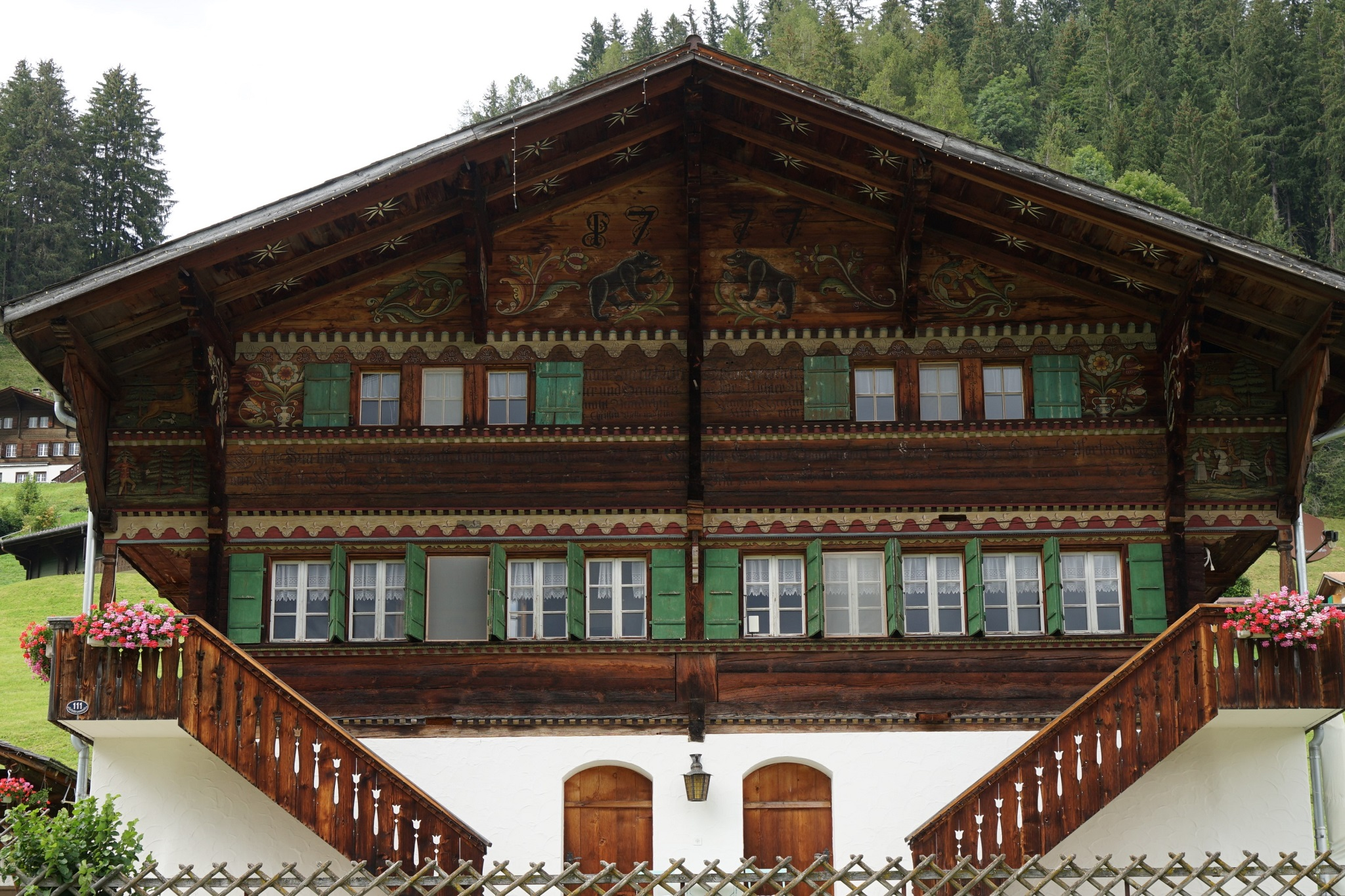
Gütsch 1142, Guetebrunne, Lenk (Haus 39)

## Diemtigtaler Hausweg
Der Diemtigtaler Hausweg befindet sich im Diemtigtal auf dem Gebiet der Gemeinde Diemtigen ⊙
. Die Gemeinde wurde 1986 mit dem Wakkerpreis des Schweizer Heimatschutzes für die vorbildliche Erhaltung des Siedlungscharakter des Tales ausgezeichnet.
Das Landschaftsbild wird von den Bauten aus der zweiten Hälfte des 18. Jahrhunderts und der ersten Hälfte des 19. Jahrhunderts geprägt, wobei die ältesten Häuser aus dem 16. Jahrhundert stammen. Die prächtigen Häuser liessen wohlhabende Bauern durch fähige Handwerker, wie den Zimmermeister Hans Messerli (1720–1806) erstellen.
Der Diemtigtaler Hausweg besteht aus drei Häuserwegen mit den eindrücklichsten Häusern und ihrer Geschichte. Die Wegstrecken sind zwischen 9 und 11 Kilometer lang und können je rund 3 Stunden begangen werden:
- Vorderes Tal (Häuser 1–18), Start und Ziel: Bahnhof Oey-Diemtigen ⊙[8]
- Mittleres Tal (Häuser 19–27), Start und Ziel: Postautohaltestelle «Wirtschaft Horboden» ⊙[9]
- Hinteres Tal (Häuser 28–36), Start: Postautohaltestelle «Talstation Riedli», Zwischenflüh ⊙, Ziel: Postautohaltestelle «Wirtschaft Tiermatten», Schwenden ⊙[10].

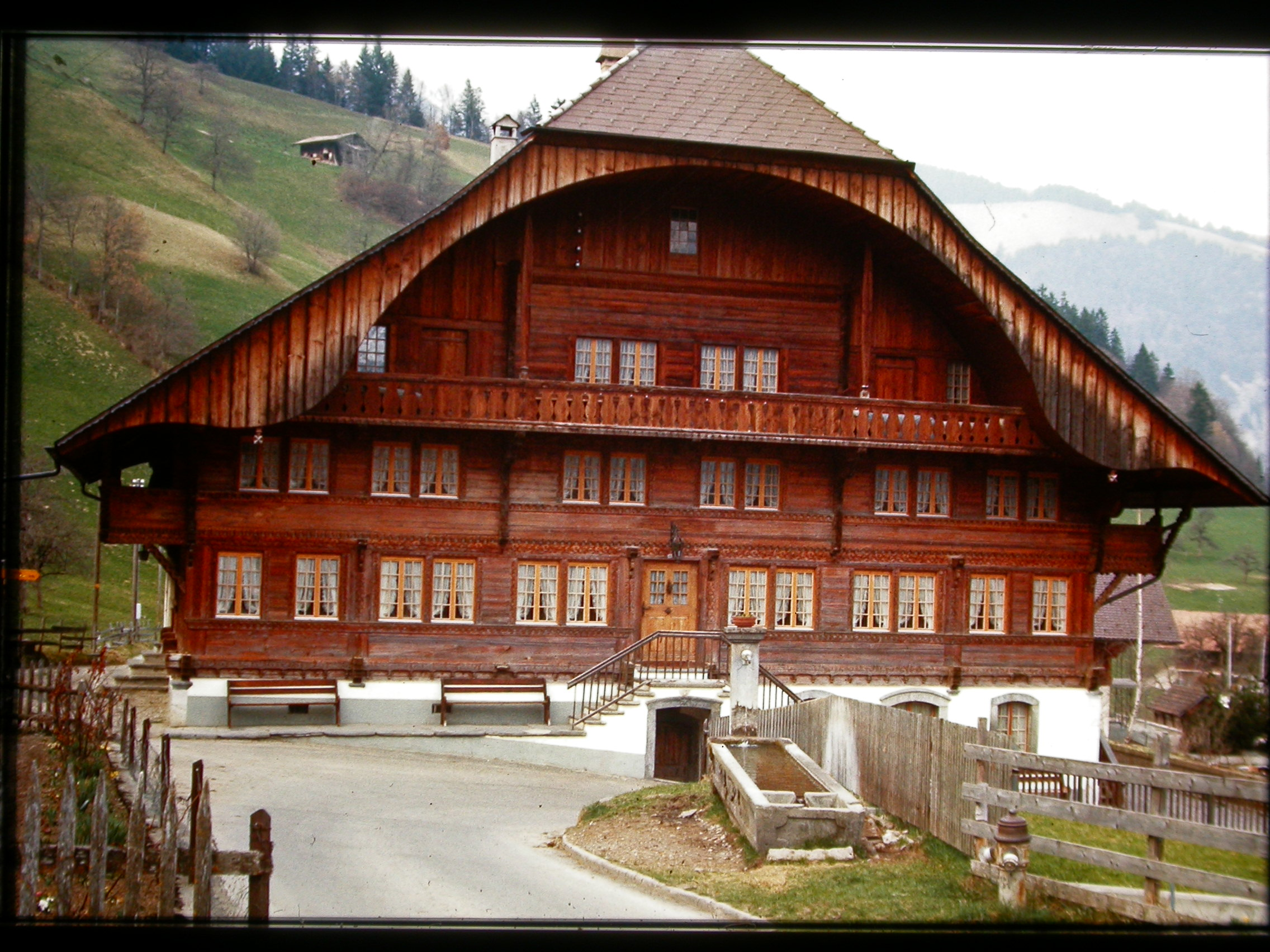
Vorderes Tal: Haus Styg 7, 1789 (Haus 1)
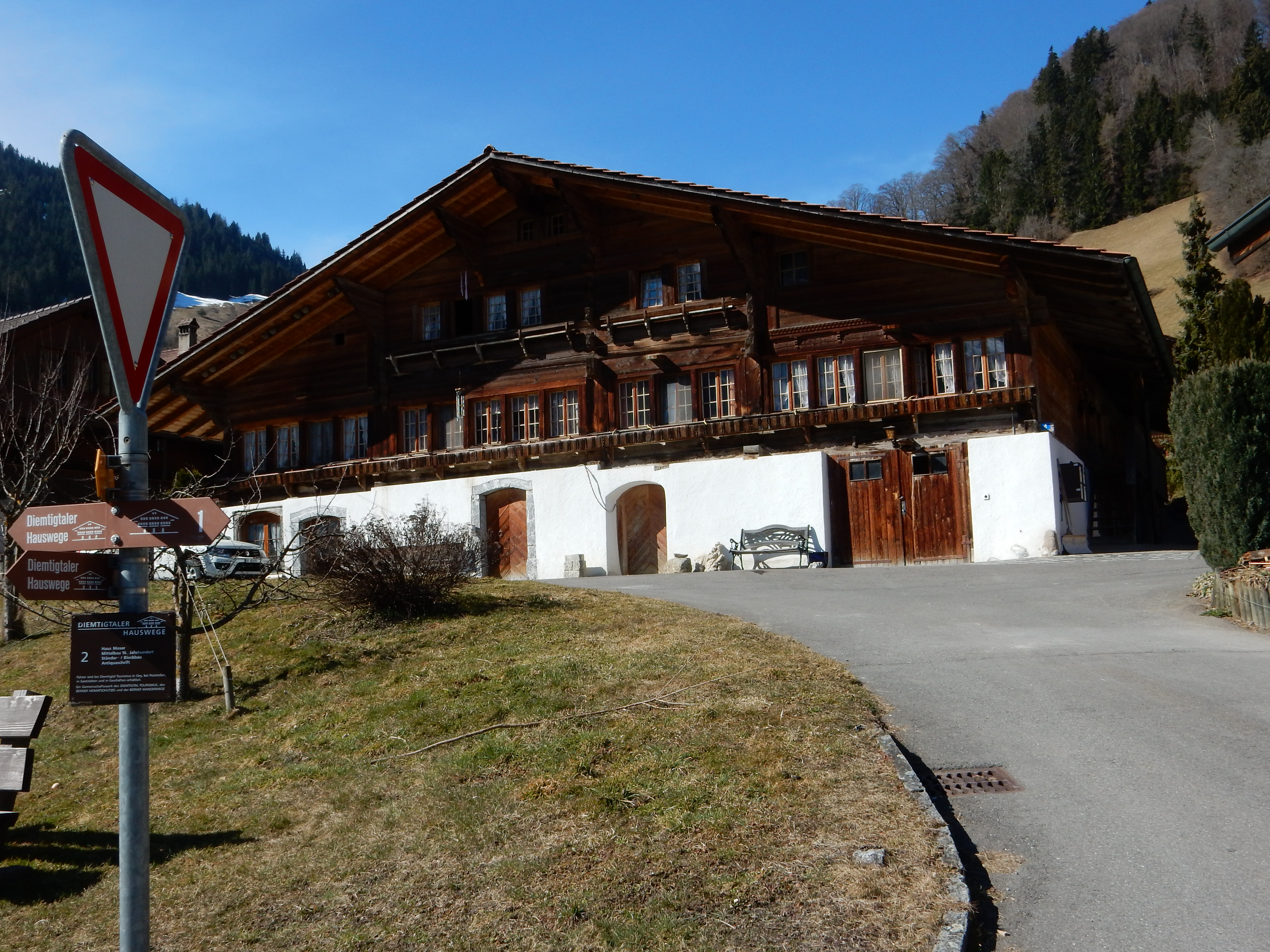
Vorderes Tal: Haus Moser, Dorf 4, 16. Jhr. (Haus 2)
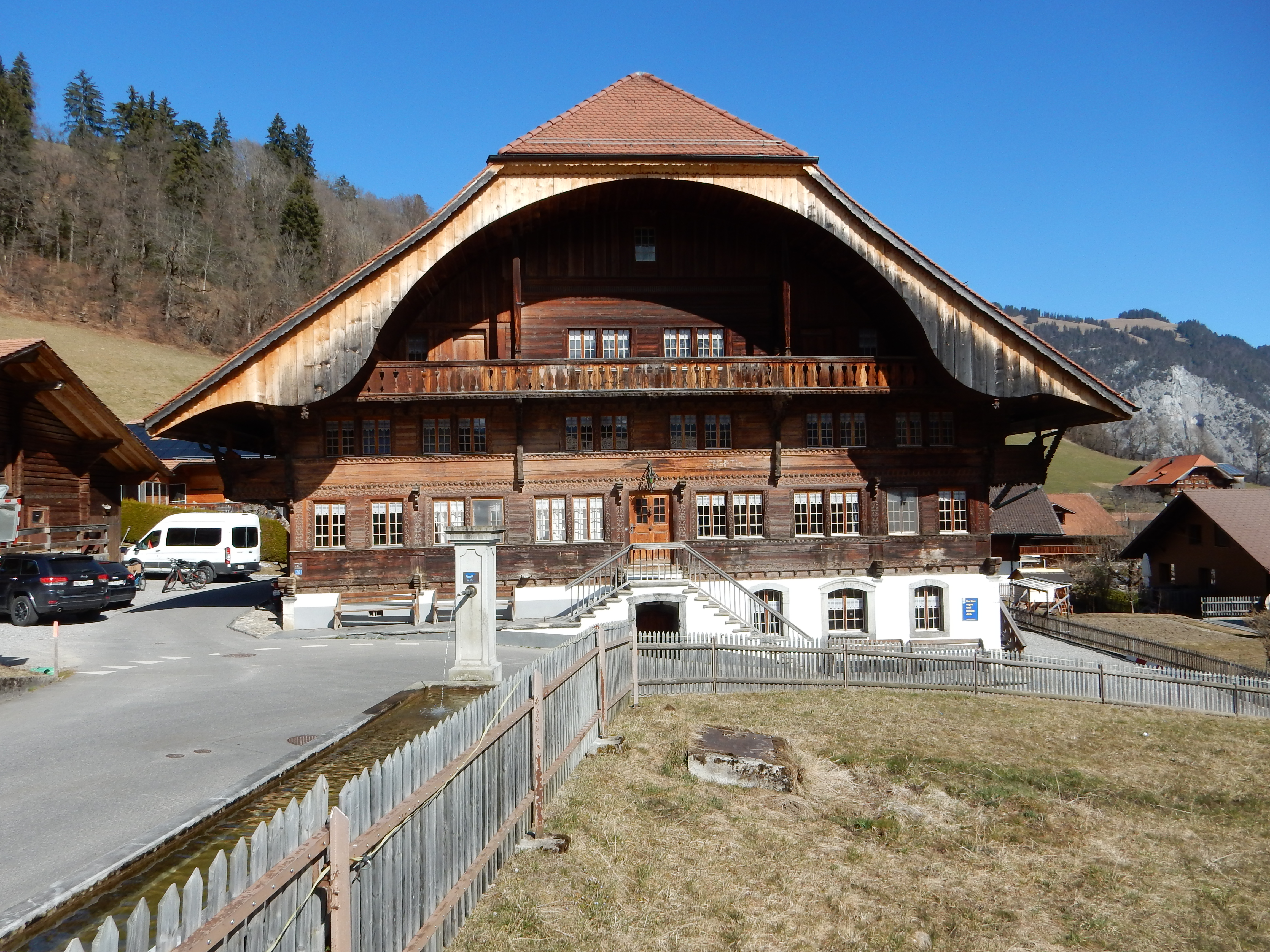
Vorderes Tal: Grosshaus Dorf 28, 1805 (Haus 4)
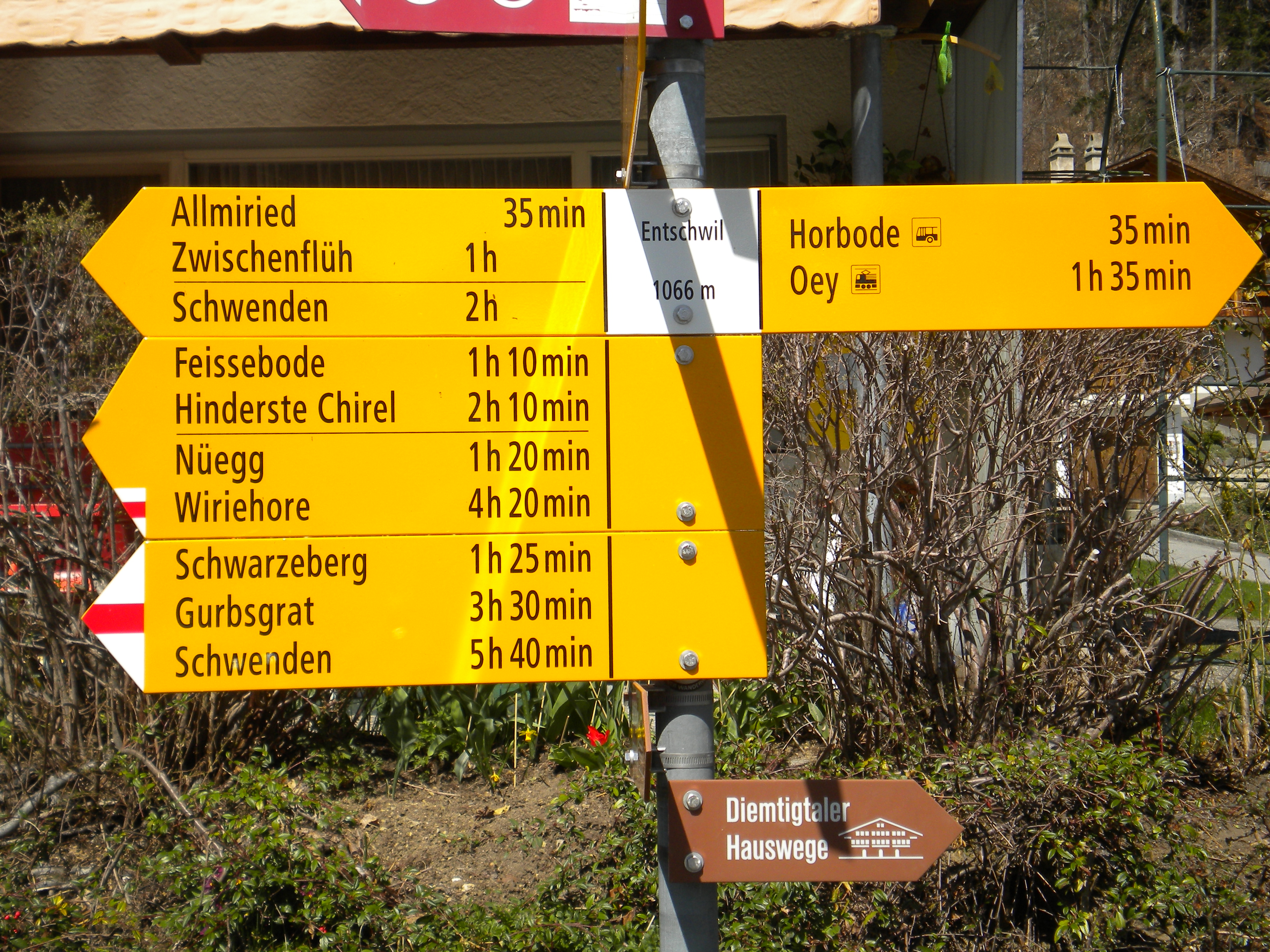
Mittleres Tal: Wegweiser Diemtigtaler Hauswege in Entschwil
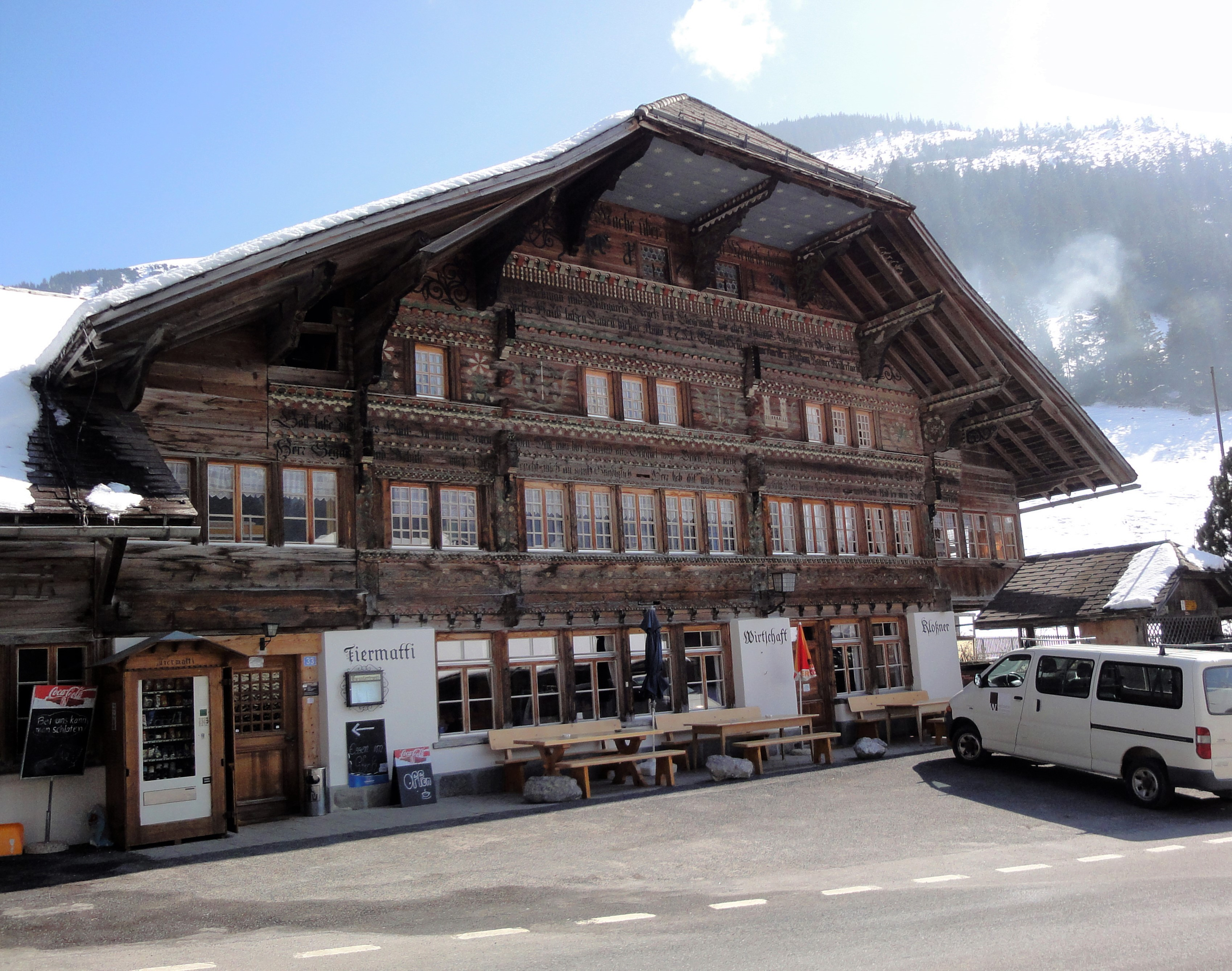
Hinteres Tal: Wirtschaft Tiermattli (Haus 36)

## Weitere Sehenswürdigkeiten
- Schloss Wimmis, Sperrstelle Wimmis, Haus auf der Kreuzgasse in Boltigen

## Weitere Hauswege des Berner Heimatschutzes
- Spycherweg Heiligenschwendi[11]
- Kirchenwege[12]